# Ilunga Mwepu
Ilunga Mwepu (ur. 22 sierpnia 1949, zm. 8 maja 2015) – piłkarz reprezentacji Zairu.
Grał w zespole TP Mazembe.
W meczu przeciwko reprezentacji Brazylii na Mistrzostwach Świata 1974 Mwepu wraz z innymi zawodnikami z reprezentacji tworzył mur po tym, jak przeciwnikom został przyznany rzut wolny tuż przed polem karnym piłkarzy z Zairu. Gdy sędzia zagwizdał, aby pozwolić 'Canarinhos' na wykonanie rzutu wolnego, Mwepu podbiegł do piłki i wykopał ją jak najdalej przed siebie, zanim Rivelino dobiegł do futbolówki. Za tę akcję Ilunga Mwepu został ukarany żółtą kartką.